# الخرسعة (مسورة)

تعديل مصدري - تعديل

الخرسعة هي إحدى قرى عزلة مسورة بمديرية مسورة التابعة لمحافظة البيضاء، بلغ تعداد سكانها 127 نسمة حسب تعداد اليمن لعام 2004.